# Rogoźno
Rogoźno és una ciutat de Polònia, es troba al voivodat de Gran Polònia, a 17 km al nord-est de Czarnków i a 40 km al nord de Poznań, la capital de la regió. El 2016 tenia 11.206 habitants.

## Història
La primera menció històrica de la vila data de 1248. Rebé l'estatus de ciutat el 1280 per Premislau II de Polònia. El 8 de febrer de 1296 el rei Premislau II fou empresonat i assassinat a Rogoźno per esbirros a sou dels marcgravis de Brandenburg.
Del 1655 al 1656 Rogoźno fou ocupada pels suecs, qui destruïren el castell. Fundaren una nova ciutat el 1750, amb molts colons alemanys. Al segle xviii fou un dels principals centres tèxtils de Gran Polònia. El 1793 Rogoźno fou annexionada a Prússia i l'any següent s'uniren la ciutat antiga i la nova. Al segle xix els habitants donaren suport a les insurreccions patriòtiques poloneses per recuperar la independència.
Després de la Primera Guerra Mundial els habitants participaren en la Insurrecció de Gran Polònia (1918-1919) per unir-se a la Polònia independent. Durant la Segona Guerra Mundial els nazis assassinaren 200 habitants i n'expulsaren més de 1.000.
Del 1975 al 1998 la ciutat formava part del territori del voivoat de Piła. D'ençà el 1999 forma part del voivodat de Gran Polònia.